# Église Saint-Jean-Baptiste de La Tranclière
Pour les articles homonymes, voir Église Saint-Jean-Baptiste.
L'église Saint-Jean-Baptiste de La Tranclière est une église située à La Tranclière, dans l’Ain. 
Elle est dédiée à saint Jean-Baptiste.

## Histoire

### Moyen Âge
Il existait dès le XIe siècle une église à l’emplacement de l’édifice actuel avec le même nom, néanmoins le chœur de l’église actuelle a été construit vers 1450-1530.

### Époque moderne et contemporaine
Un projet d’agrandissement du bâtiment est présenté en 1858 et le 9 février 1860 est organisé un concert à Paris à la salle Érard par le député Léopold Le Hon. Il recueille 1 800 francs, dont 800 de bénéfices directs qui sont versés pour la restauration de l’édifice. Le conseil municipal vote une somme équivalente pour l’aménagement intérieur. La fin des travaux est fêtée et célébrée le 18 septembre 1864 par l’évêque du diocèse de Belley.
D’autres travaux ont lieu en 1892 (crépissage et réparation du toit), 1974, 1975 et 1976 (rénovation par la population et inauguration par l’évêque René-Alexandre Dupanloup).

## Statut
Dès la fondation de l’église au Moyen Âge et jusqu’en 1818, l’église de La Tranclière est l’église principale de plusieurs paroisses, dont celles de Prin et de Certines. Après cette date, son statut fluctue. Elle est d’abord créée en chapelle vicariale de la paroisse de Certines, mais les habitants et les habitantes refusent d’y être rattachés, argüant du mauvais état des chemins reliant les communes pendant l’hiver.
Il faut attendre 1841 pour qu’une demande soit pourtant faite pour que la paroisse devienne une succursale. Cette demande est acceptée par le gouvernement en 1845.
L’église est encore utilisée aujourd’hui régulièrement pour les offices religieux catholiques et dépend du groupement paroissial de Pont-d’Ain.

## Description

### Le bâtiment
Le chœur de l’église actuel a été construit entre 1450 et 1530. Il est quadrangulaire avec une croisée d’ogive et est éclairé par un grand vitrail au fond. Ce dernier est contigu à un repositorium en pierre taillée servant à accueillir la réserve eucharistique en dehors des messes. L’abside dispose de deux niches d’époque, une carrée et une se finissant en triangle.
L’allée centrale, faite de dalles de pierre, comporte en son début à l’entrée la pierre tombale du curé Donat de la Bastie, qui a fondé la chapelle du Saint Rosaire. Il y a été inhumé le 25 avril 1717 et sa pierre comporte l’inscription : « DONAT DE LA BASTIE. CURE - FONDATEUR DE CET AUTEL - MORT A LA TRANCLIERE LE 25 AVRIL 1717 AGE 74 ».

L’aspect du clocher a changé plusieurs fois au cours de l’histoire. Le clocher original était carré et surmonté d’un flèche, il se situait au-dessus du sanctuaire et a été détruit en 1793. Reconstruit en 1799, il est foudroyé en 1856. La reconstruction se termine en 1858. Il est détruit une troisième fois en 1944 par un bombardement et réparé en 1948.

Architecture
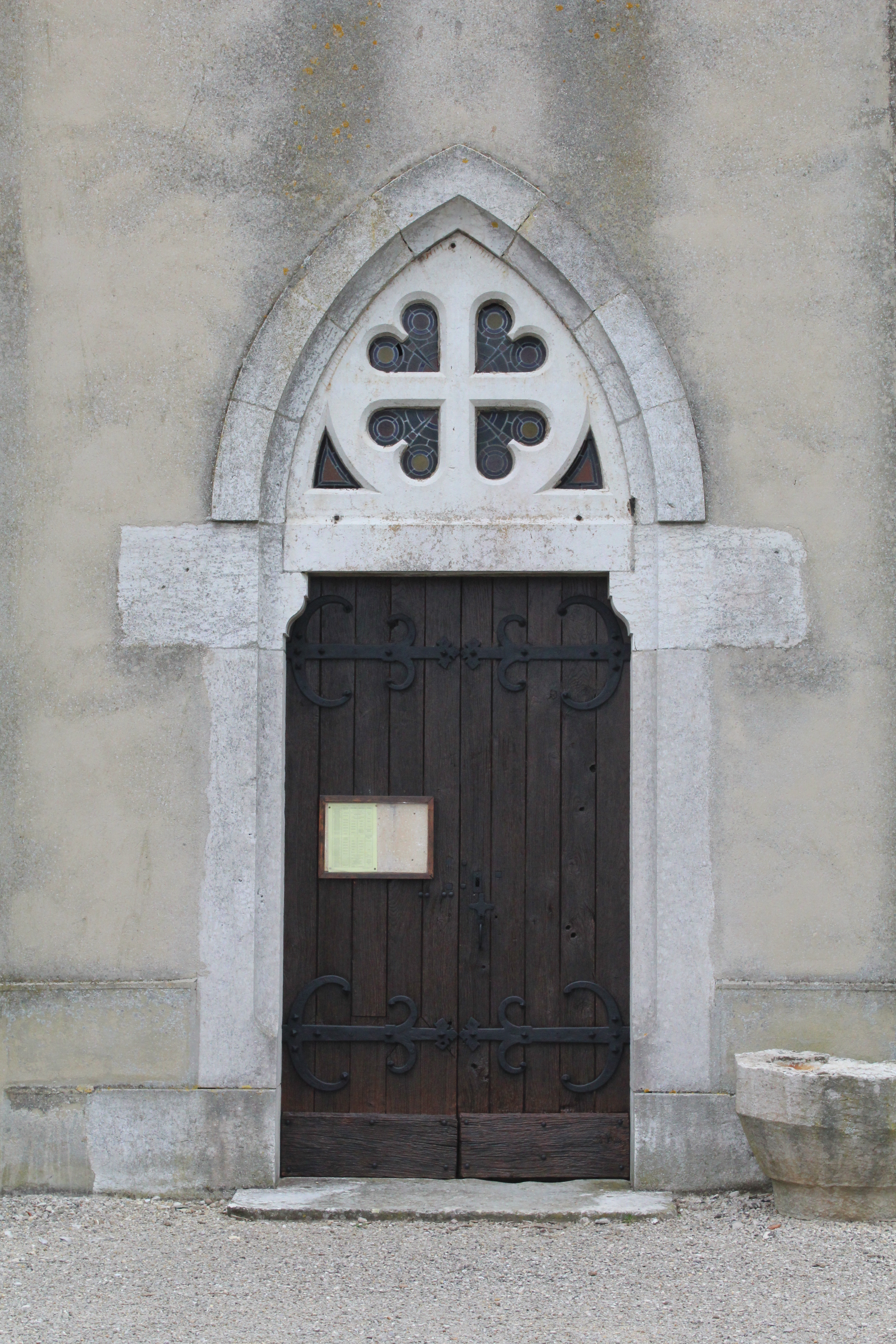
Porte d’entrée.
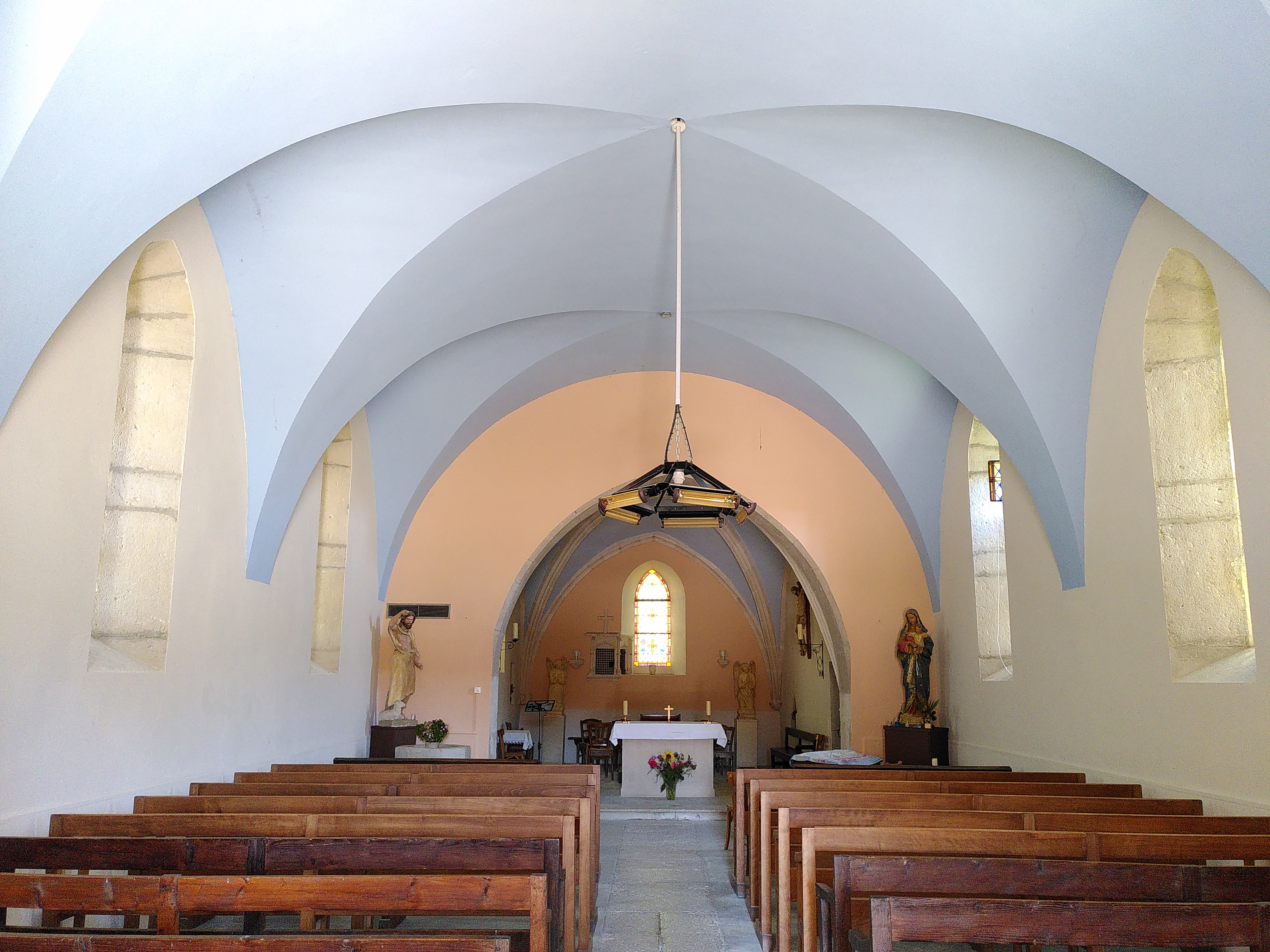
La nef.
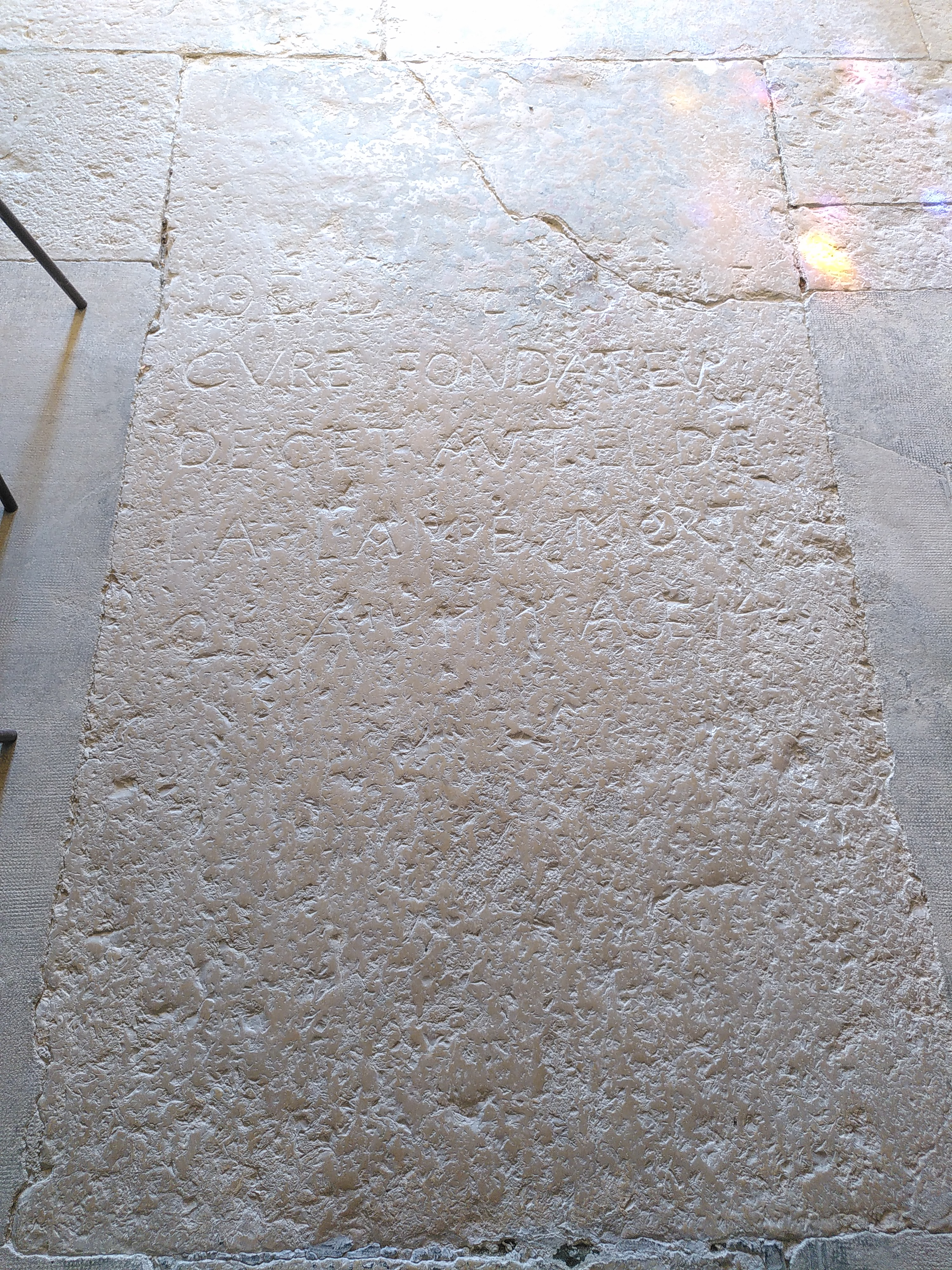
Pierre tombale de Donat de la Bastie.
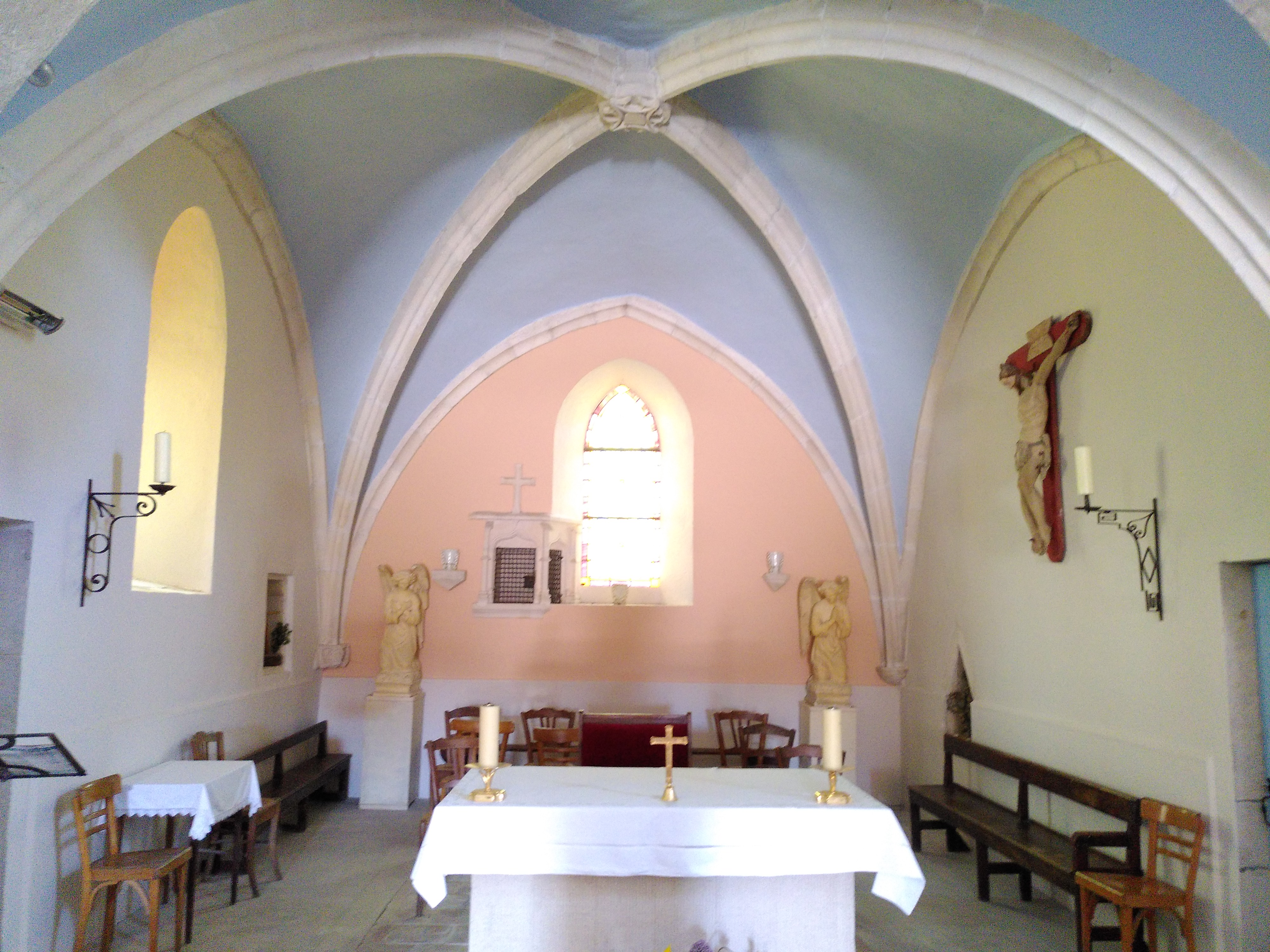
Chœur.
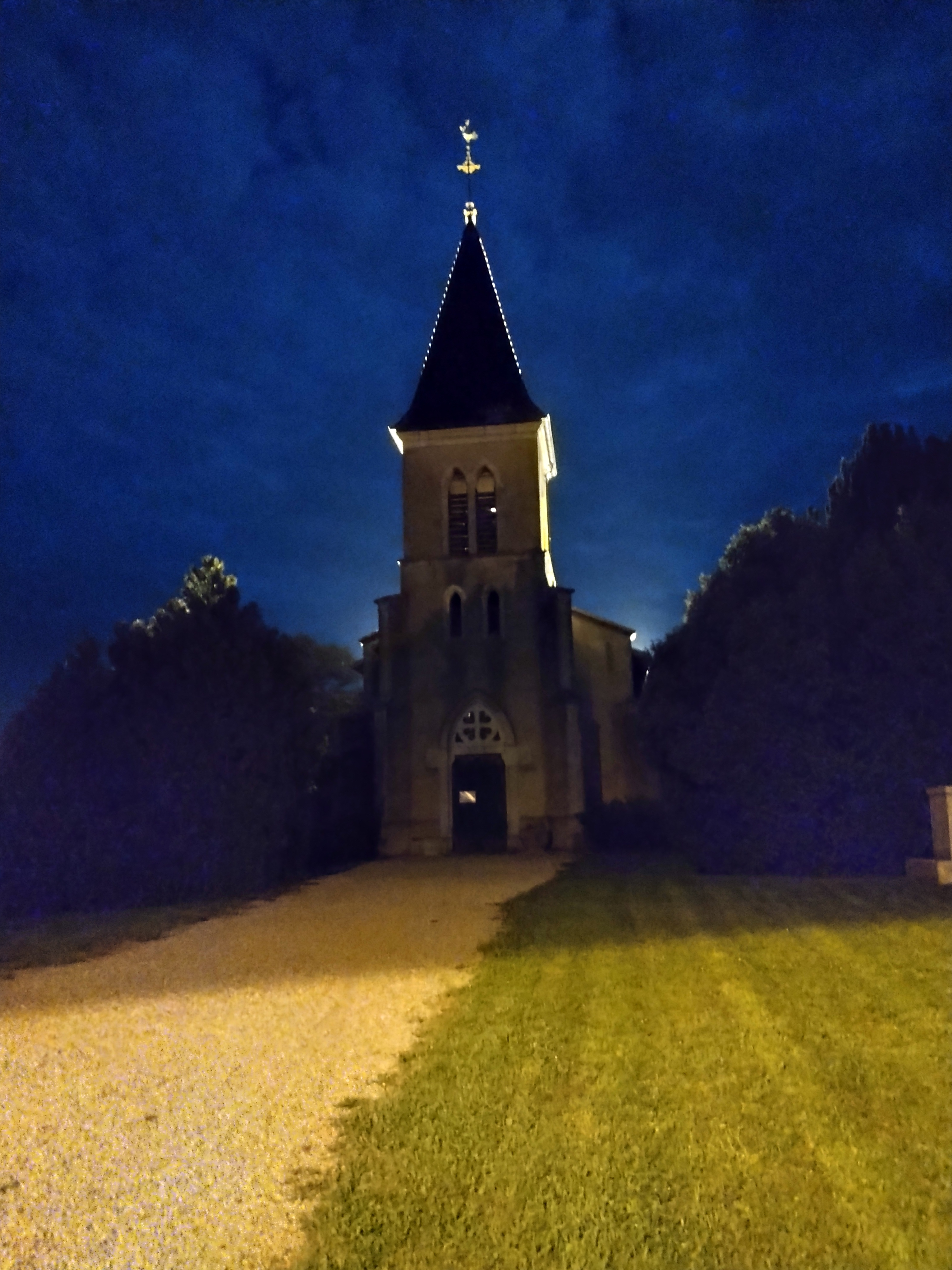
Église de la Tranclière de nuit.

Détails des sculptures
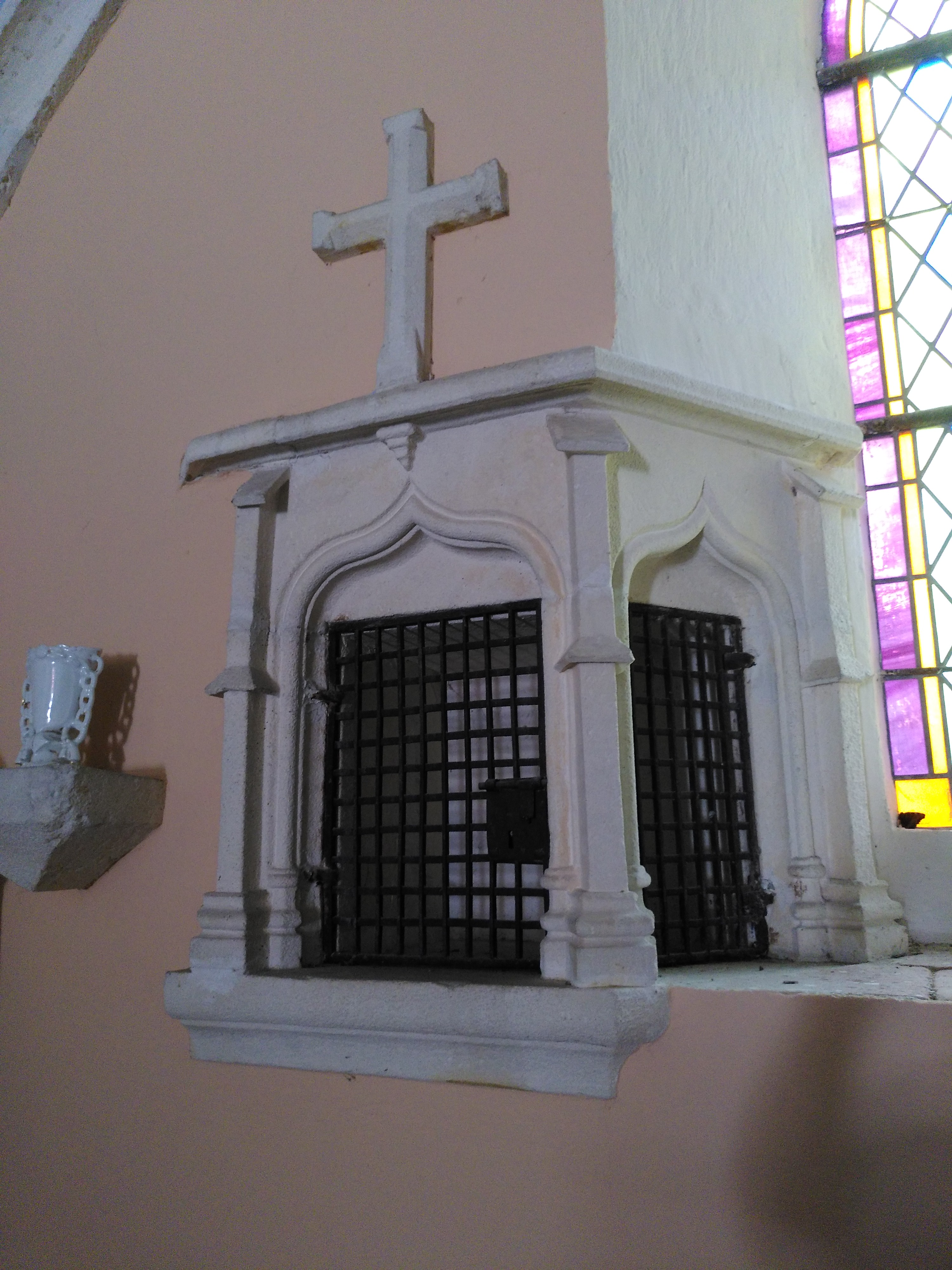
Repositorium.
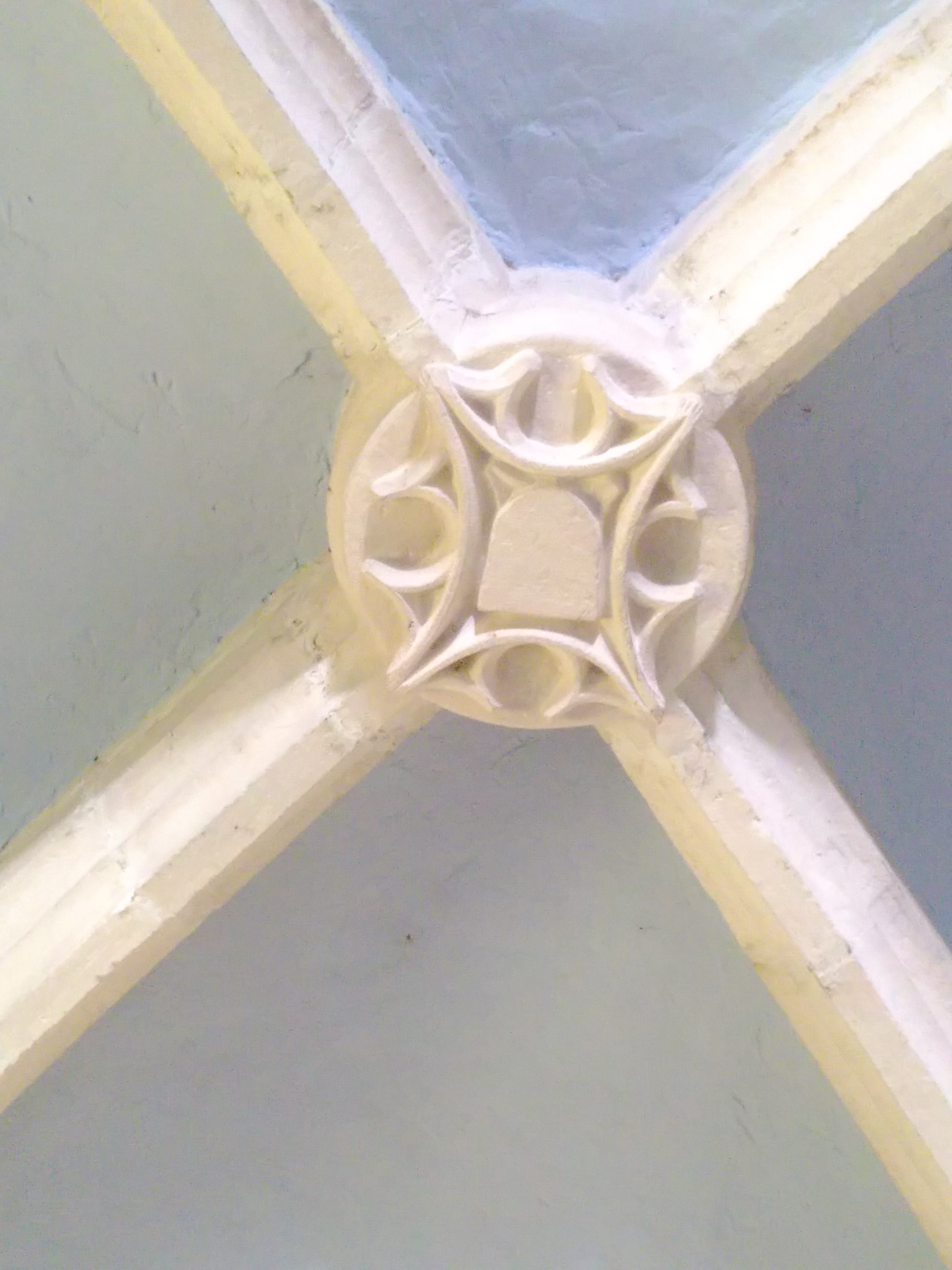
Clef de voûte du chœur.
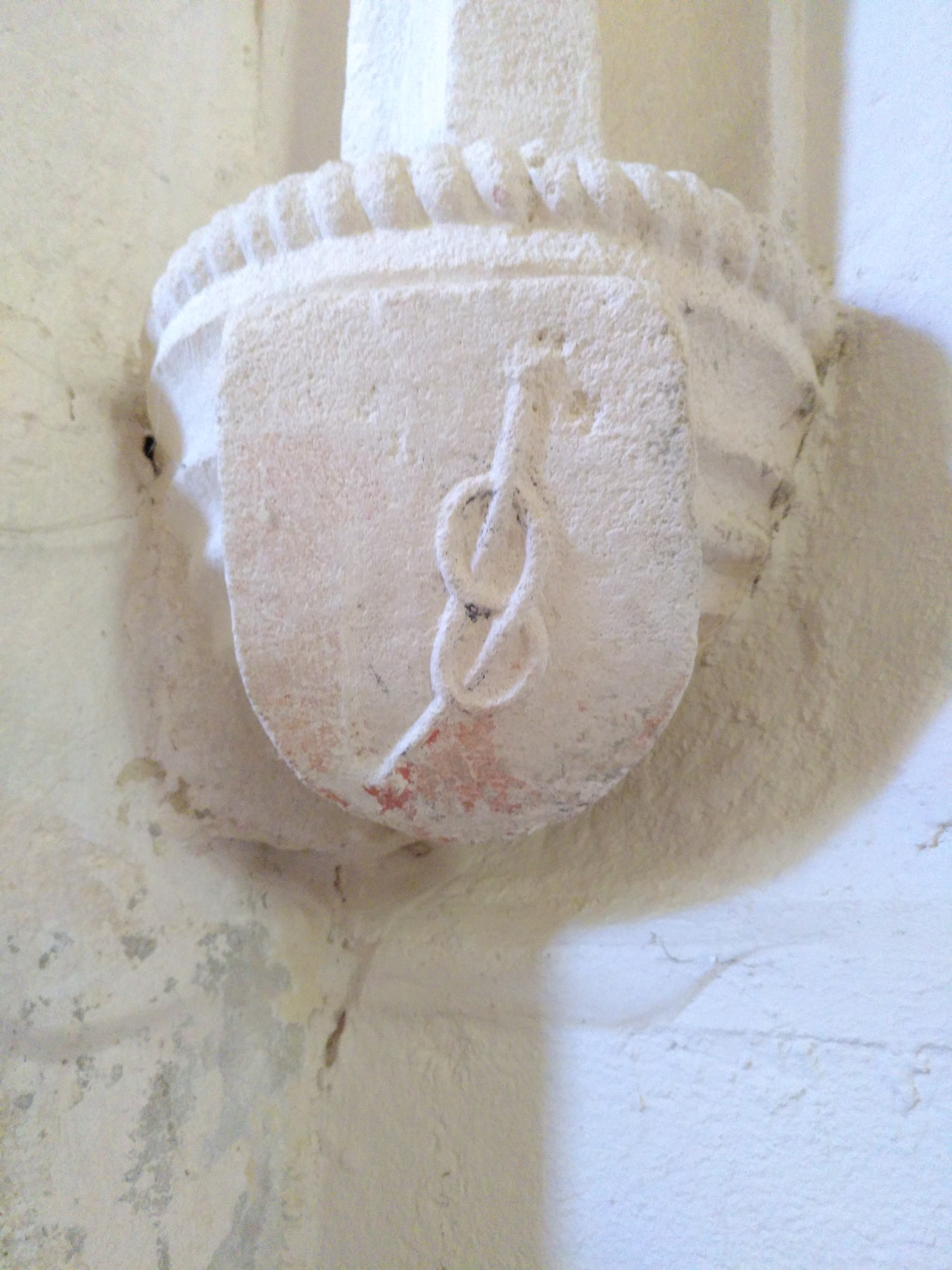
Cul-de-lampe avec des lacs d’amour.
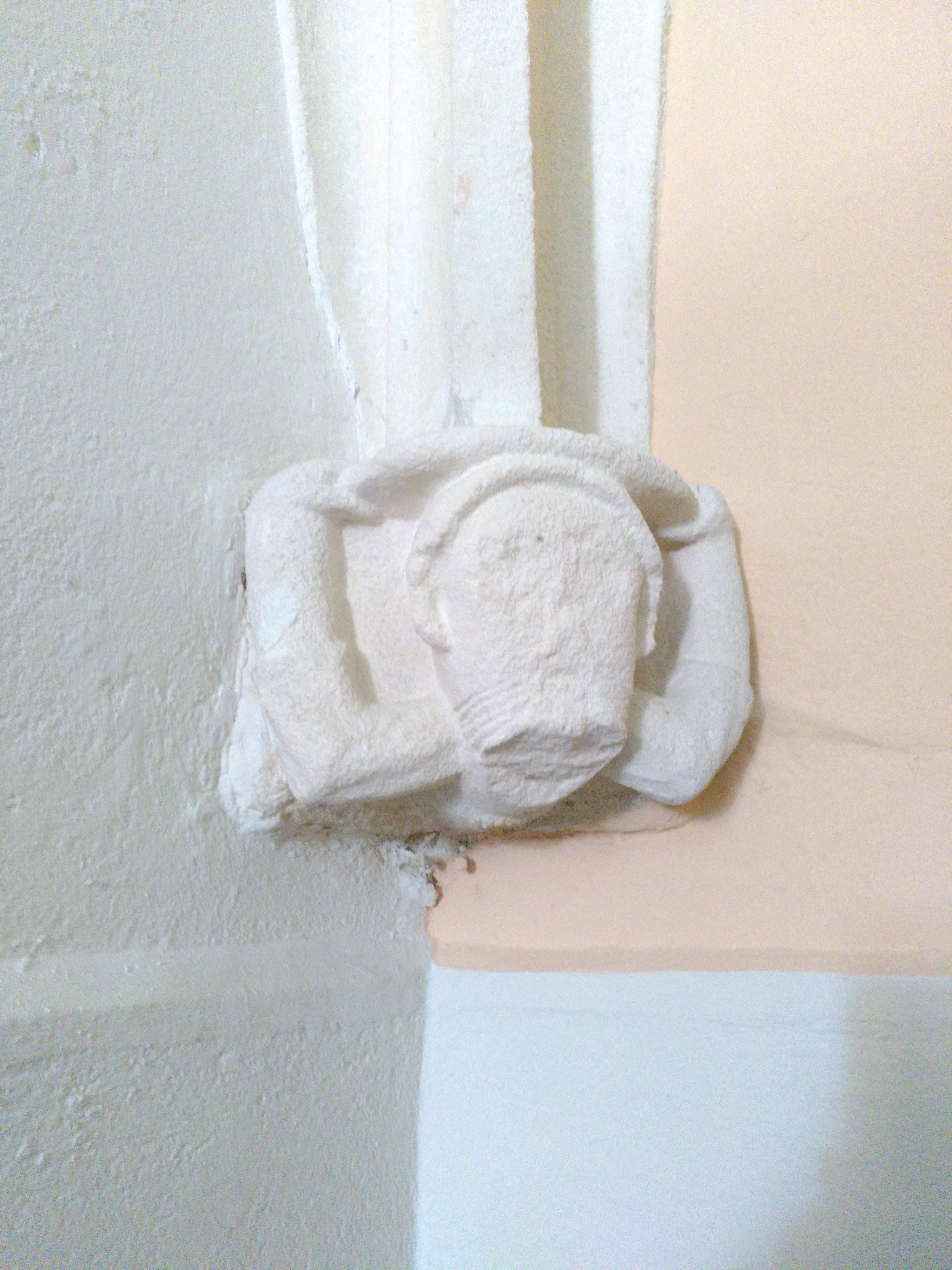
Cul-de-lampe avec un personnage.

### Le mobilier
L’église comporte plusieurs objets dans son mobilier, constitué au cours du temps par les curés qui l’ont occupé et les dons des paroissiens et paroissiennes, beaucoup ne sont pas datés. Le mobilier en pierre de taille est assez simple, contrairement au bâtiment : le maître-autel est « très simple », les deux bénitiers de l’entrée également, le font baptismal octogonal est un peu plus travaillé, mais il vient sans doute de l’église de Prin ou de la chapelle Sainte-Catherine du hameau de la Cochère.
Le mobilier iconographie comporte plusieurs statues : une de Jeanne d’Arc en plâtre et métal, une de Saint-Jean-Baptiste à l’agneau à ses pieds en plâtre, un Christ en croix en plâtre, une Vierge à l’enfant en plâtre avec l’inscription « "N.D. DU SACRE-CŒUR". APP. PAR LE SAINT-PERE, LE 7.09.1875 - RAFFL ET CIE - PARIS », et enfin une statue de Bernadette Soubirous en plâtre. Dans la sacristie se trouve également un tableau de la Vierge à l’enfant non signé avec l’inscription « DONNEE PAR M. SCHMIDT EN 1844 ».

Enfin, la cloche de l’église comporte cette inscription :
« L’an 1864 ». J’ai été bénite sous le vocable de saint Jean-Baptiste par Gerault de Langalerie, évêque de Belley. SIT NOMEN DOMINI BENEDICTUM. En présence du sieur JPH Simonet, Maire. J’ai eu pour parrain Louis Xavier, assisté de M. J. Perrin, curé de La Tranclière. Pour marraine Amélie de Sangro Genzano, comtesse Léopold Le Hon en présence de Léopold Alfred, Comte le Hon, Député de l’Ain.

Mobilier en pierre
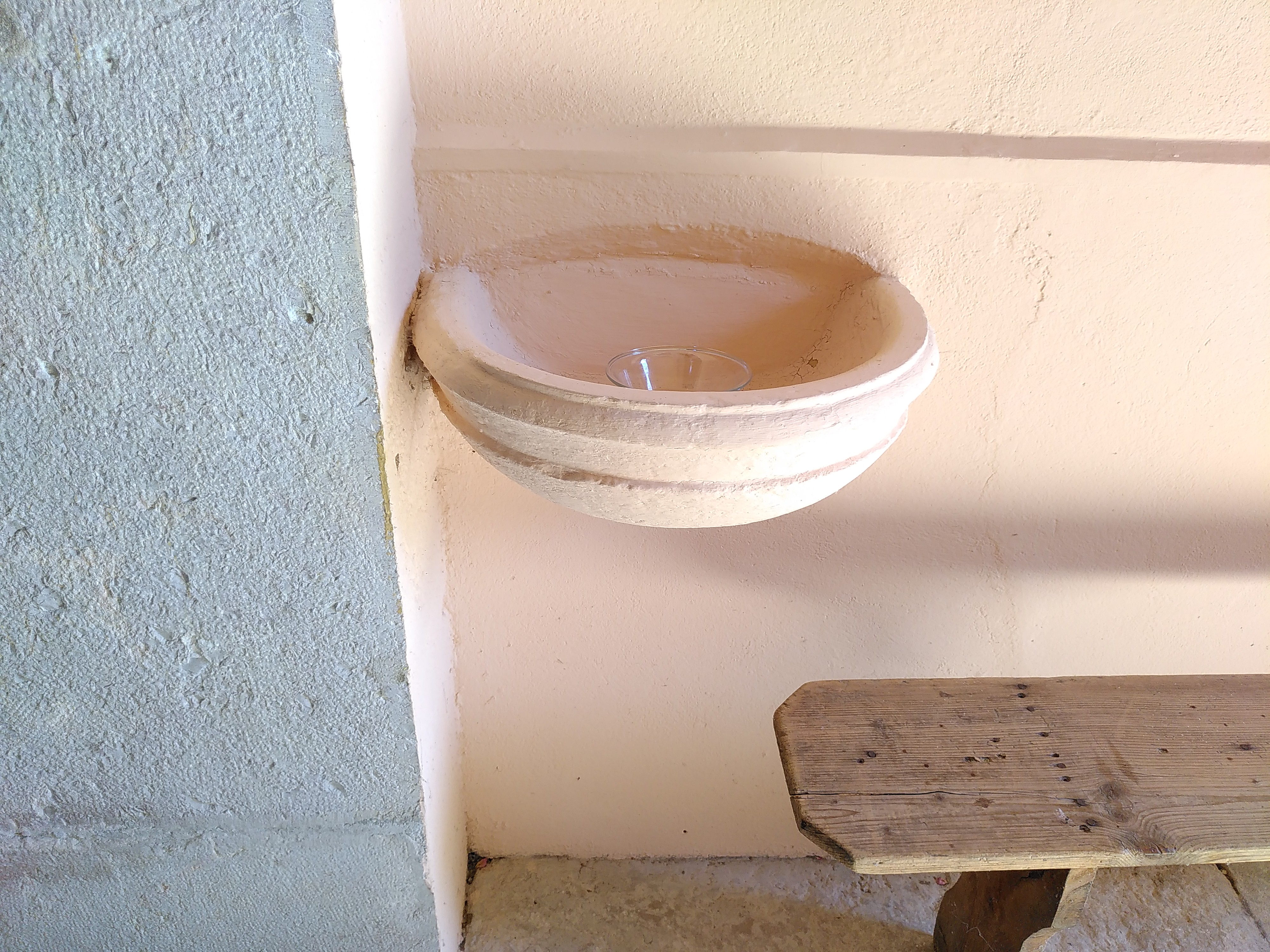
Bénitier.
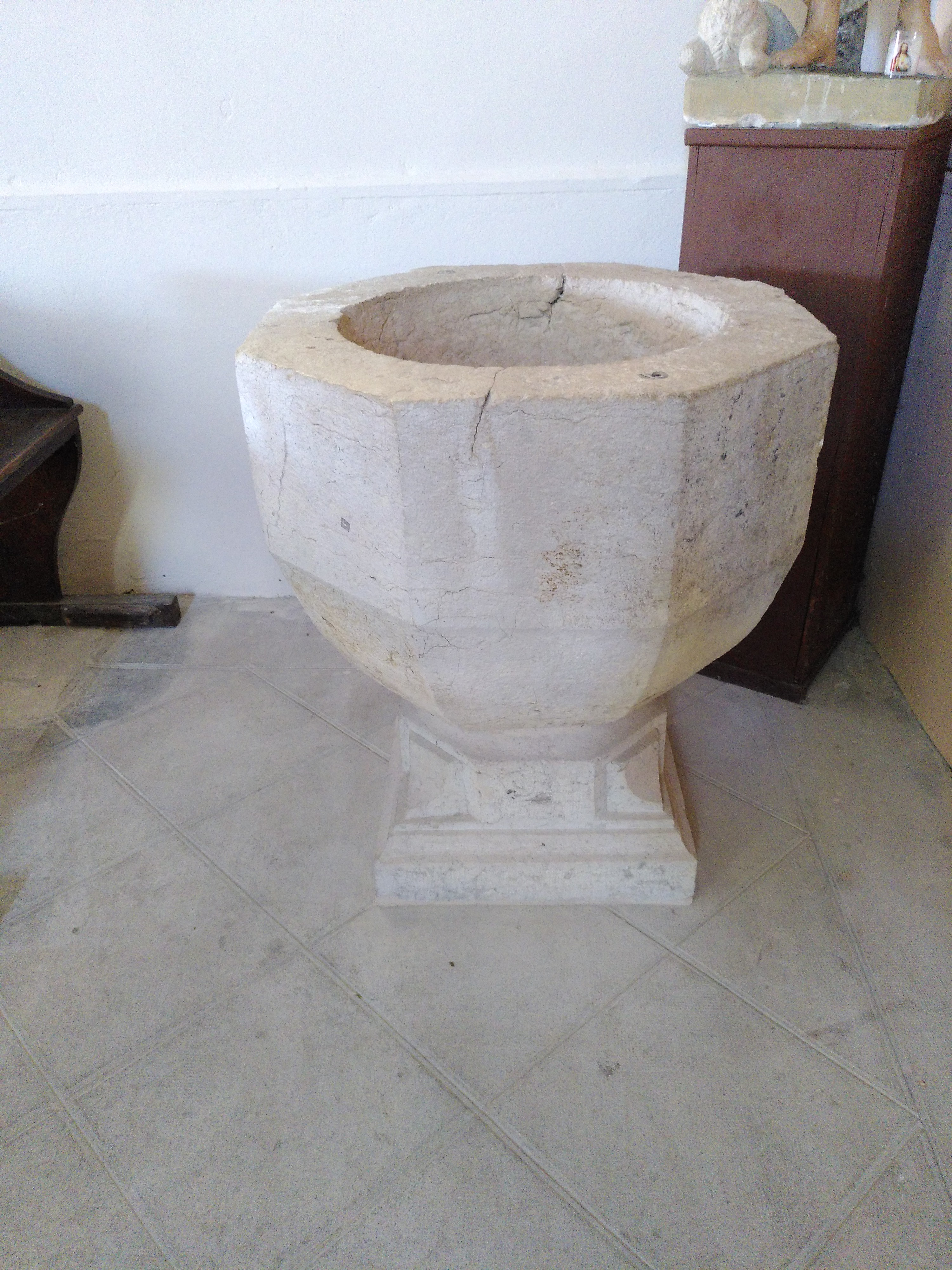
Font baptismal.
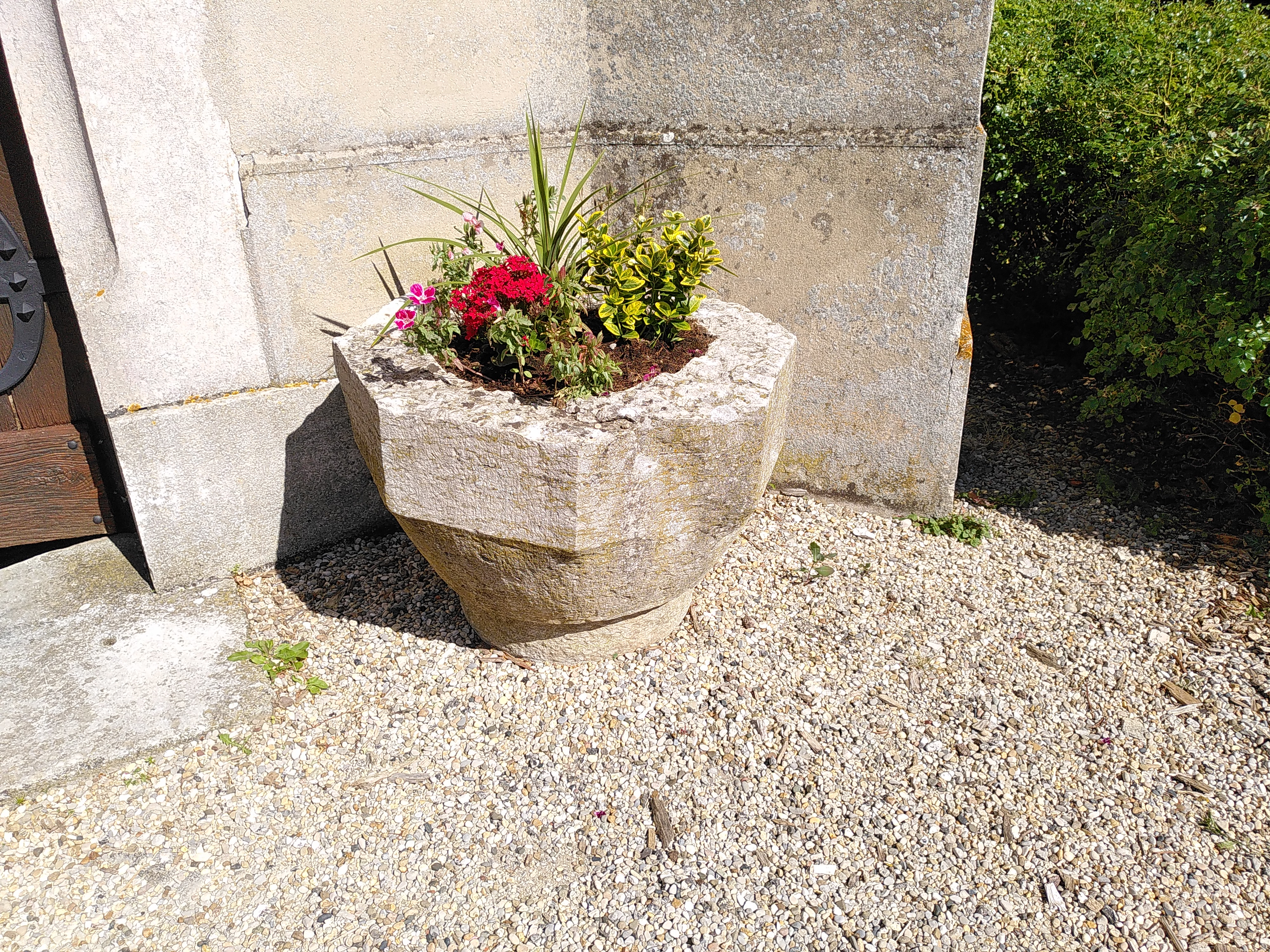
Pot de fleur dans un ancien font baptismal.

Mobilier iconographique
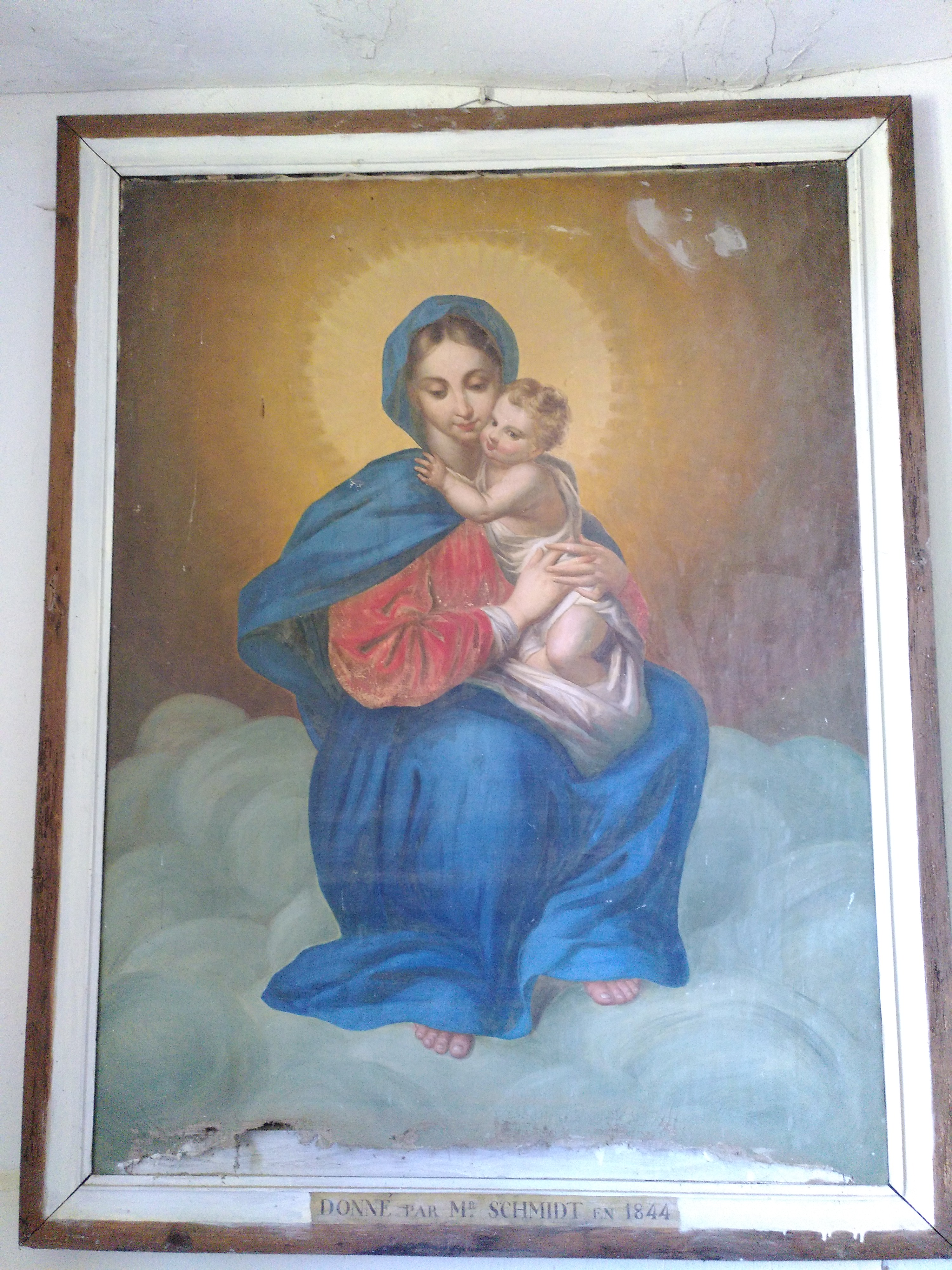
Tableau de la Vierge à l’enfant.
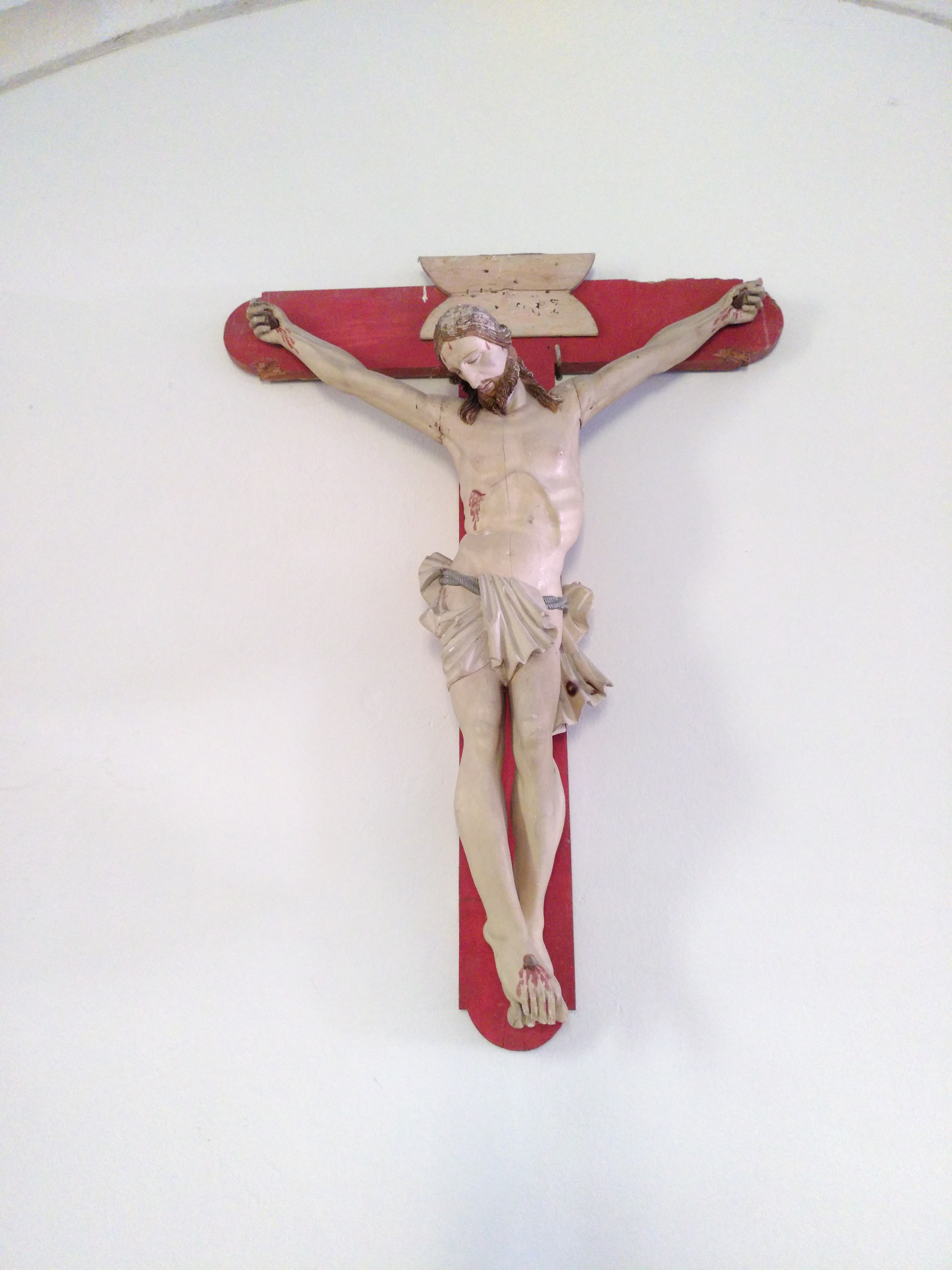
Christ en croix.
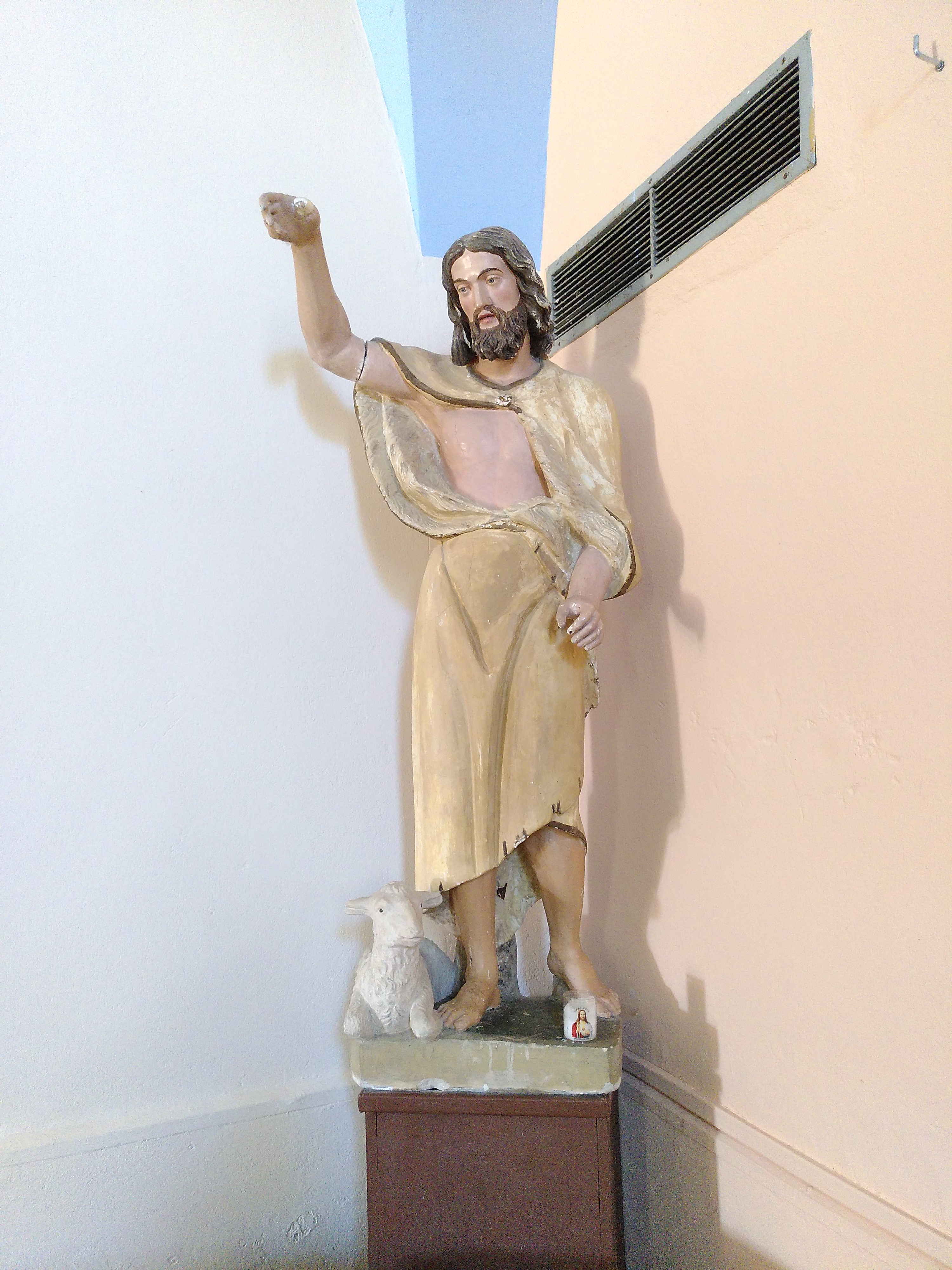
Statue de saint Jean-Baptiste.
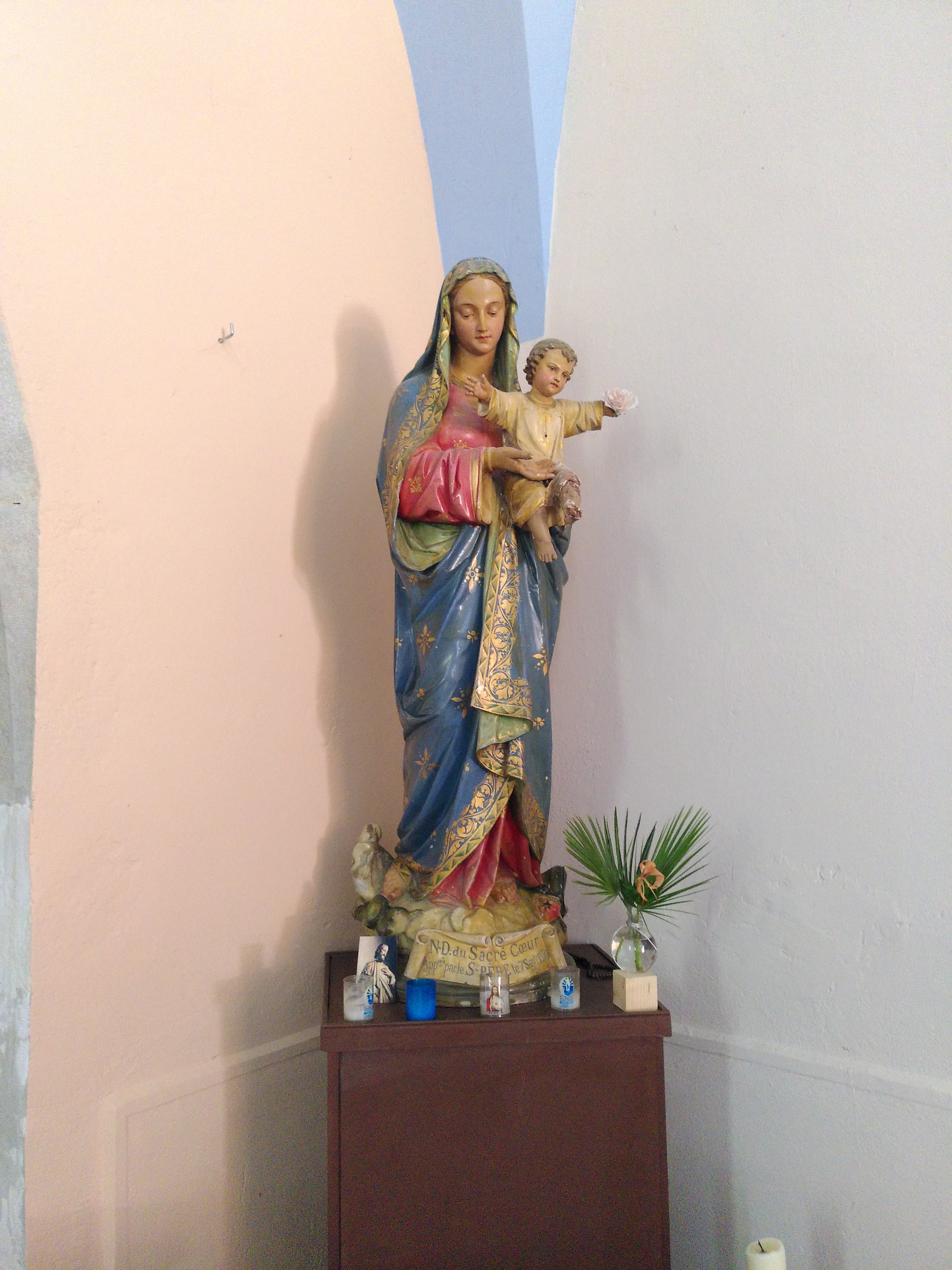
Statue de la Vierge à l’enfant.
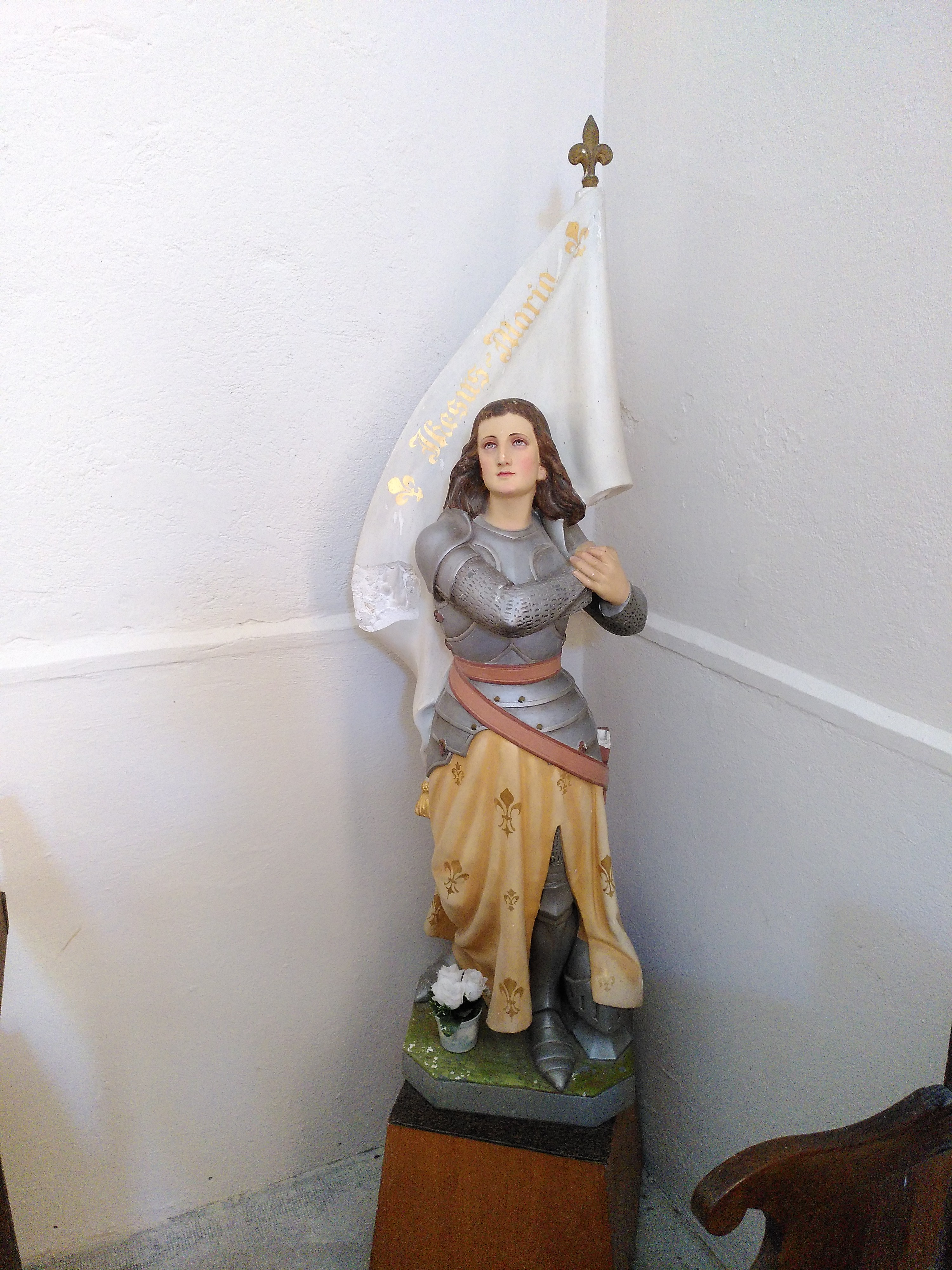
Statue de Jeanne d’Arc.

## Annexe